# Dipteridaceae
Dipteridaceae – rodzina paproci z rzędu glejcheniowców (Gleicheniales). W obrębie rodziny wyróżnia się dwa rodzaje z ok. 11 gatunkami występującymi w Azji od Indii po Japonię oraz na wyspach Pacyfiku.

## Systematyka
Pozycja w systemie Smitha i in. (2006) oraz PPG I (2016)
W obrębie rzędu glejcheniowców (Gleicheniales) rodzina siostrzana dla Matoniaceae.
|  | Gleicheniaceae – glejcheniowate                               |
|  |                                                               |
|  | \| \| Dipteridaceae \| \| \| \| \| \| Matoniaceae \| \| \| \| |
|  |                                                               |
|  | Dipteridaceae                                                 |
|  |                                                               |
|  | Matoniaceae                                                   |
|  |                                                               |

|  | Dipteridaceae |
|  |               |
|  | Matoniaceae   |
|  |               |

|  | Gleicheniaceae – glejcheniowate                               |
|  |                                                               |
|  | \| \| Dipteridaceae \| \| \| \| \| \| Matoniaceae \| \| \| \| |
|  |                                                               |
|  | Dipteridaceae                                                 |
|  |                                                               |
|  | Matoniaceae                                                   |
|  |                                                               |

|  | Dipteridaceae |
|  |               |
|  | Matoniaceae   |
|  |               |

Rodzaje
- Dipteris Reinw.
- Cheiropleuria C. Presl